# Gunhild Følstad
Gunhild Følstad (ur. 3 listopada 1981 w Trondheim) – norweska piłkarka grająca na pozycji obrońcy, zawodniczka Trondheims-Ørn i reprezentacji Norwegii, wicemistrzyni Europy z 2005, uczestniczka Mistrzostw Świata w Piłce Nożnej Kobiet 2007 rozegranych w Chinach, gdzie Norwegia zajęła IV miejsce. Uczestniczyła też w turnieju olimpijskim w Pekinie (2008).